# Vergeture
 (mars 2012).
Si vous disposez d'ouvrages ou d'articles de référence ou si vous connaissez des sites web de qualité traitant du thème abordé ici, merci de compléter l'article en donnant les références utiles à sa vérifiabilité et en les liant à la section « Notes et références ».
 Mise en garde médicale
Les vergetures ou stries également nommées striae distensae dans le langage scientifique, sont des sortes de petites fissures rouge violacé ou blanchâtres semblables à des cicatrices molles formées sur la peau. Elles se montrent généralement au niveau du ventre, des hanches, des cuisses, des fesses ou des seins. C'est lorsque la peau est soumise à une distension exagérée par une accumulation de masse graisseuse ou par atrophie de son réseau élastique qu'elles apparaissent. Elles peuvent diminuer avec le temps, mais ne pourront jamais disparaître complètement.
Les vergetures sont souvent dues à un étirement trop important, trop rapide, et trop brutal de la peau. Une grossesse ou une prise de poids importante, une poussée de croissance à la puberté, mais aussi de la musculation ou encore un traitement hormonal substitutif sont autant de cas où l'apparition de vergetures peut survenir. Les vergetures apparues sur le ventre, voire derrière les genoux ou sur toutes les parties du corps lors de la grossesse sont appelées striae gravidarum.
Les personnes à peau blanche sont les plus touchées. Les vergetures peuvent également constituer un des symptômes du syndrome de Marfan.

## Effets secondaires
Les vergetures peuvent être étendues, de grande taille et affecter l'image corporelle et ainsi avoir un effet sur l'état psychologique du patient. Elles s'estompent généralement lentement, ne laissant plus que des raies plus claires.

## Traitements
Il existe différents types de traitements dont le but est de diminuer ou de modifier l'aspect inesthétique des  vergetures : Les crèmes, le laser CO2 fractionné, la LED, la radiofréquence, le Plasma Riche en Plaquette (PRP), le microneedling et la carboxythérapie.
Les crèmes anti-vergetures ont pour objectif de diminuer les vergetures et non de les enlever complètement. Ces crèmes contiennent de la vitamine E et/ou de la vitamine A ainsi que d'autres actifs qui sont de nature hydratante, adoucissante et anti-inflammatoire. Elles n'ont en revanche aucun effet sur les cicatrices anciennes.
Le laser CO2 fractionné atténue les vergetures au bout de plusieurs séances chez un spécialiste. Ce traitement est assez douloureux mais efficace, en revanche il ne fonctionne pas si une application de crème à base de cortisone a été faite auparavant.
Une photothérapie par LED permet d'améliorer l'aspect des lésions,,. Le phénomène mis en évidence est comparable à la photosynthèse des plantes : c'est la peau qui se renouvelle progressivement de l'intérieur.
La radiofréquence, ce sont des ondes électromagnétiques qui ont pour but d'estomper les stries grâce à la chaleur provoqué par les ondes.
Le PRP aide à produire du collagène et de l'élastine. C'est ce qui va réduire les vergetures de façon naturelle. Grâce à ces injections, la peau gagnera en fermeté.
Le micro-needling (parfois associé au PRP) consiste à faire des petits trous dans la peau grâce à un appareil électrique constitué de micro-aiguilles. Il faut en moyenne 3 séances de 30 à 45 minutes pour constater une amélioration.
La carboxythérapie stimule la peau grâce à des injections de CO2 médical sous la peau. Son but est de stimuler la production d’élastine et de collagène nécessaire à l’élasticité et à la tonicité de la peau.
L'emploi topique de la trétinoïne (rétinoïdes) est considéré par la FDA comme étant un tératogène (substance qui cause des malformations du fœtus) chez les animaux, sans qu'aucune étude adéquate ne soit réalisée sur les risques de son utilisation durant une grossesse[réf. nécessaire].
Un traitement à l'énergie radioélectrique combiné à un laser vasculaire à colorant pulsé de 585 nm a été utilisé[réf. nécessaire] sur les vergetures, résultats restant à confirmer.
Il existe aussi une méthode chirurgicale nommée abdominoplastie pour les vergetures dans le bas de l'abdomen. Cette technique consiste à retirer la peau présente au-dessous du nombril, zone généralement très touchée par les vergetures. Un autre procédé, le photo-rajeunissement[réf. nécessaire], utilise des impulsions lumineuses, une fraction seulement des vergetures est éliminée par le laser lumineux au cours des multiples traitements. Après chaque traitement, le corps se défend en produisant du nouveau collagène et des nouveaux épithéliums.